# Rio Arva
O Rio Arva é um rio da Romênia afluente do rio Milcov, localizado no distrito de Vrancea.